# Tamanhismo
Tamanhismo ou discriminação por tamanho é uma discriminação baseada no tamanho de alguém.  A discriminição por tamanho se deve a casos extremos de tamanhos físicos, como muito alto, muito pequeno, muito gordo, ou muito magro.

## Discriminação
O tipo de discriminação pode ter várias formas, indo a se recusar a empregar alguém por serem altas ou baixas demais para o cargo a tratar indivíduos com sobrepeso e sobpeso com desdém.
No momento não há nenhuma legislação específica antidiscriminação que tenha sido posta em prática para proibir tamanhismo, apesar de a questão ser extremamente prevalente. Estereótipos tamanhistas (tais como "pessoas obesas são preguiçosas", "pessoas magras são más"[carece de fontes?], ou "pessoas altas podem jogar basquete") são muitas vezes enraizados na sociedade moderna.
No Brasil a lista de leis antidiscriminatórias não inclui tamanhismo como ofensa

## Características
Tamanhismo pode ser baseado em altura, peso ou ambos, e por isso é muitas vezes relacionado com altismo e a discriminação baseada no peso, mas não é sinônimo de qualquer um dos dois. Dependendo de onde a pessoa é e como se vive sua vida, as pessoas podem ter uma tendência a ser especialmente alta, magra, pequena, ou gordo, e muitas sociedades interiorizaram atitudes sobre o tamanho. Como regra geral, as atitudes tamanhistas implicam que se acredita que o seu tamanho é superior ao de outras pessoas e tratam as pessoas de outros tamanhos negativamente.
Exemplos de discriminação tamanhistas podem incluir uma pessoa que está sendo despedida de um trabalho para estar com sobrepeso ou ser excepcionalmente baixa, embora seu trabalho não seja afetado.
Tamanhismo muitas vezes toma a forma de uma série de estereótipos sobre pessoas de determinadas alturas e pesos.
Atitudes tamanhistas também pode assumir a forma de expressões de nojo físico, quando confrontados com pessoas de diferentes tamanhos e pode até mesmo se manifestar em fobias específicas, como gordofobia (aversão a pessoas gordas), ou aversão a pessoas altas ou curtas. Pelo tamanhismo ser uma postura discriminatória recentemente reconhecida, é geralmente observada por aqueles que são os seus alvos.